# Редька чёрная
Редька чёрная (бытовое наименование — чёрная редька) — корнеплодная овощная культура, одна из групп сортов редьки посевной (Raphanus raphanistrum subsp. sativus (L.) Domin = Raphanus sativus L.); ранее рассматривалась как самостоятельный ботанический таксон в ранге вида либо разновидности. Выращивается с древних времён, используется в народной медицине, а также для приготовления различных блюд.
Корнеплоды редьки чёрной отличаются чёрной либо тёмно-коричневая кожурой и белой мякотью; делятся на два сортотипа — Зимняя чёрная круглая и Зимняя чёрная длинная.

## История культивирования и изучения
В Европе редька чёрного цвета появилась только в XII—XIII веках, до этого здесь выращивали редьку только белого цвета. Предполагается, что чёрная редька была завезена в Европу из Афганистана, Ирана либо Турции — в этих странах до настоящего времени сохранились местные сорта с чёрной кожицей, а в странах Восточной Азии редька чёрного цвета до недавнего прошлого не выращивалась. Среди её европейских средневековых названий известны Raphanus cortice nigricante (с лат. — «редька чернокорая»), Raphanus byzantinus («редька византийская») и Raphanus niger («редька чёрная»).
В трудах Карла Линнея упоминание редьки чёрной встречается с 1737 года. Вначале он называл её Raphanus niger и рассматривал как одну из пяти разновидностей редьки. Несколько позже Линней уменьшил число разновидностей до трёх (одна из трёх — редька чёрная). В Species plantarum (1753) Линней опубликовал первое действительное описание вида Raphanus sativus, выделив при этом две разновидности: sativus (для редиса и редьки летней) — и niger.
Позже редька чёрная рассматривалась как самостоятельный биологический вид: Raphanus niger Mill., 1768; ещё позже — как таксон в ранге разновидности: Raphanus sativus var. niger (Mill.) J.Kern., 1789. Огюстен Декандоль в начале XIX века снова рассматривал Raphanus niger как самостоятельный вид, включая в него все формы редьки, в том числе культивируемые в Азии. По состоянию на начало 2024 году все эти названия входят в синонимику подвида Raphanus raphanistrum subsp. sativus (L.) Domin) — как по сведениям базы данных WFO Plant List, так и по сведениями базы данных Plants of the World Online.
Редька чёрная входит, по данным GRIN-Global, в группу сортов Raphanus sativus Chinese Radish Group; в эту же группу сортов входят все сорта с крупными корнеплодами, включая сорта китайской редьки (лоба) и японской редьки (дайкона).

## Биологическое описание
Как и другие представители редьки посевной, редька чёрная представляет собой однолетнее либо двулетнее травянистое растение со стержневой корневой системой. Листья простые. Чашечка состоит из четырёх чашелистиков, венчик — из четырёх свободных лепестков. Тычинок шесть, из них две внешние — укороченные. Завязь верхняя, столбик короткий, рыльце раздвоенное. Для корнеплодов редьки чёрной характерны тёмная (чёрная либо тёмно-коричневая) кожура и белая мякоть.
Число хромосом (как и у других представителей вида Raphanus sativus): 2n = 18.

## Агротехника

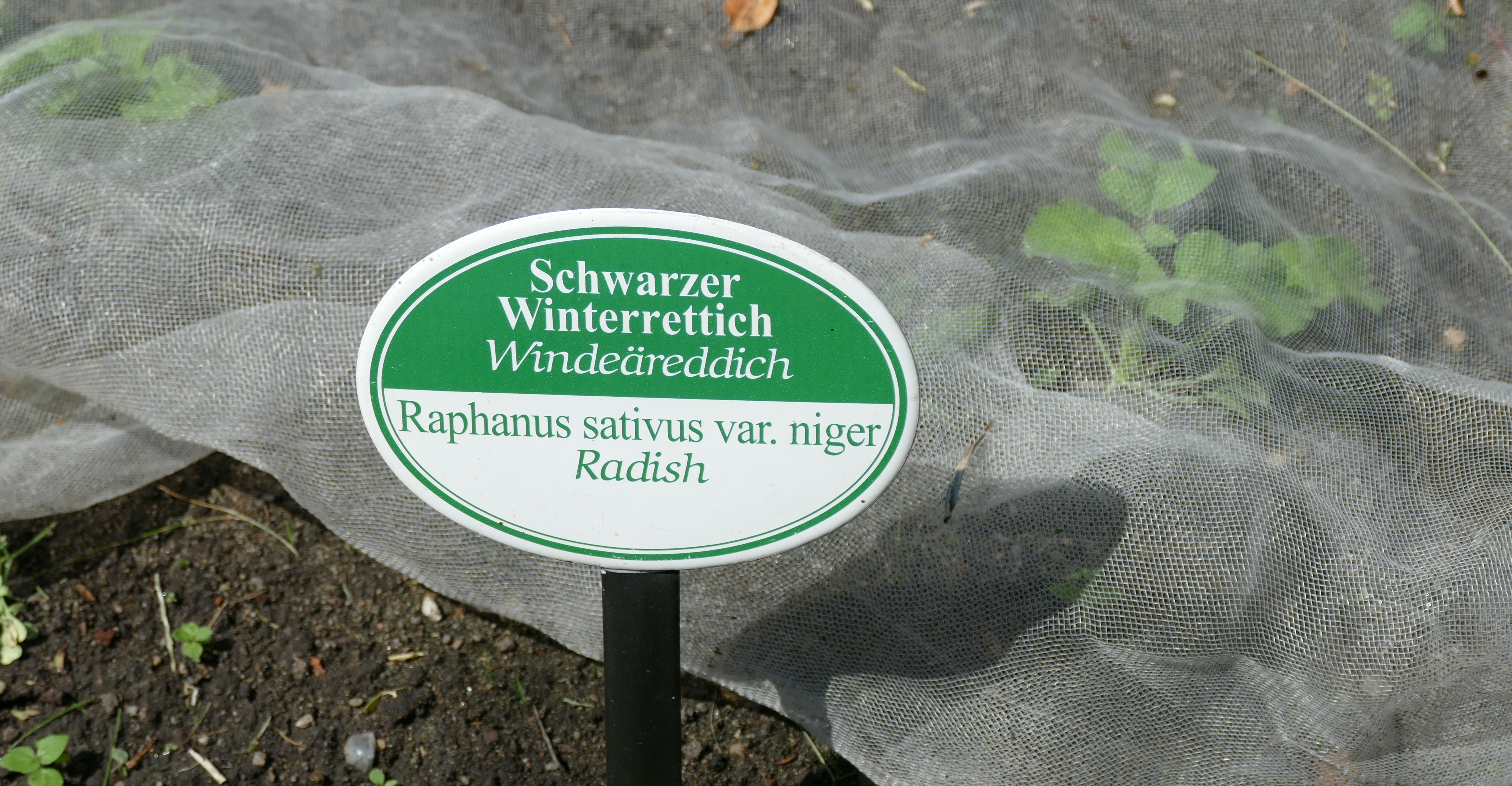
Сеянцы редьки чёрной, растущие под сеткой. Музей садоводства и виноградарства, Бамберг, Германия

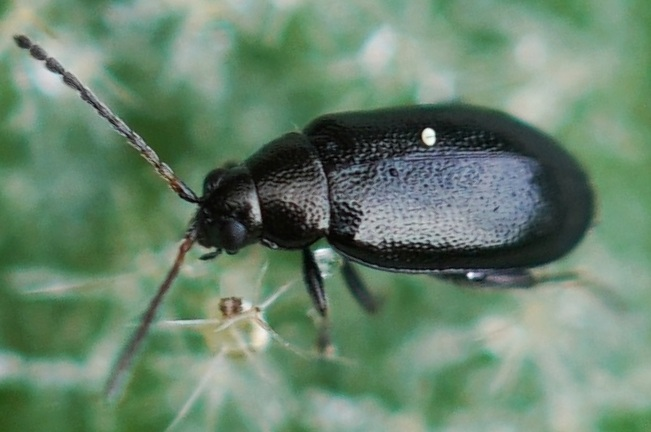
Крестоцветная блошка

Посадка почти всех сортов редьки чёрной производится в летний период (июнь, июль). Как и все другие группы сортов редьки, редька чёрная требовательна к свету и влаге, лучше всего развивается на нейтральных почвах.
При выращивании в условиях недостатка влаги корнеплоды вырастают мелкими, с грубой мякотью — либо у растений начинается репродуктивный период, из-за чего начинают образовываться цветоносные побеги. Свежий навоз в почву, на которой планируется выращивать редьку чёрную, вносить не рекомендуется: это приводит к пустотелости корнеплодов (но если используется бедная почва, допустимо внесение перегноя). Также не рекомендуется выращивать редьку чёрную на почве, в которой до этого выращивались другие растения семейства Капустные.
Уход за посадками заключается в прореживании, рыхлении, прополке, борьбе с вредителями — особенно с крестоцветной блошкой (Phyllotreta cruciferae), — а также, в случае длительной сухой погоды, в поливе. Те растения, которые выпускают цветоносные побеги, подлежат удалению.

## Сортотипы
Отличают два сортотипа редьки чёрной — Зимняя чёрная круглая и Зимняя чёрная длинная. Оба эти сортотипа традиционно относили к разновидности Raphanus sativus var. niger.

### Сортотип Зимняя чёрная круглая

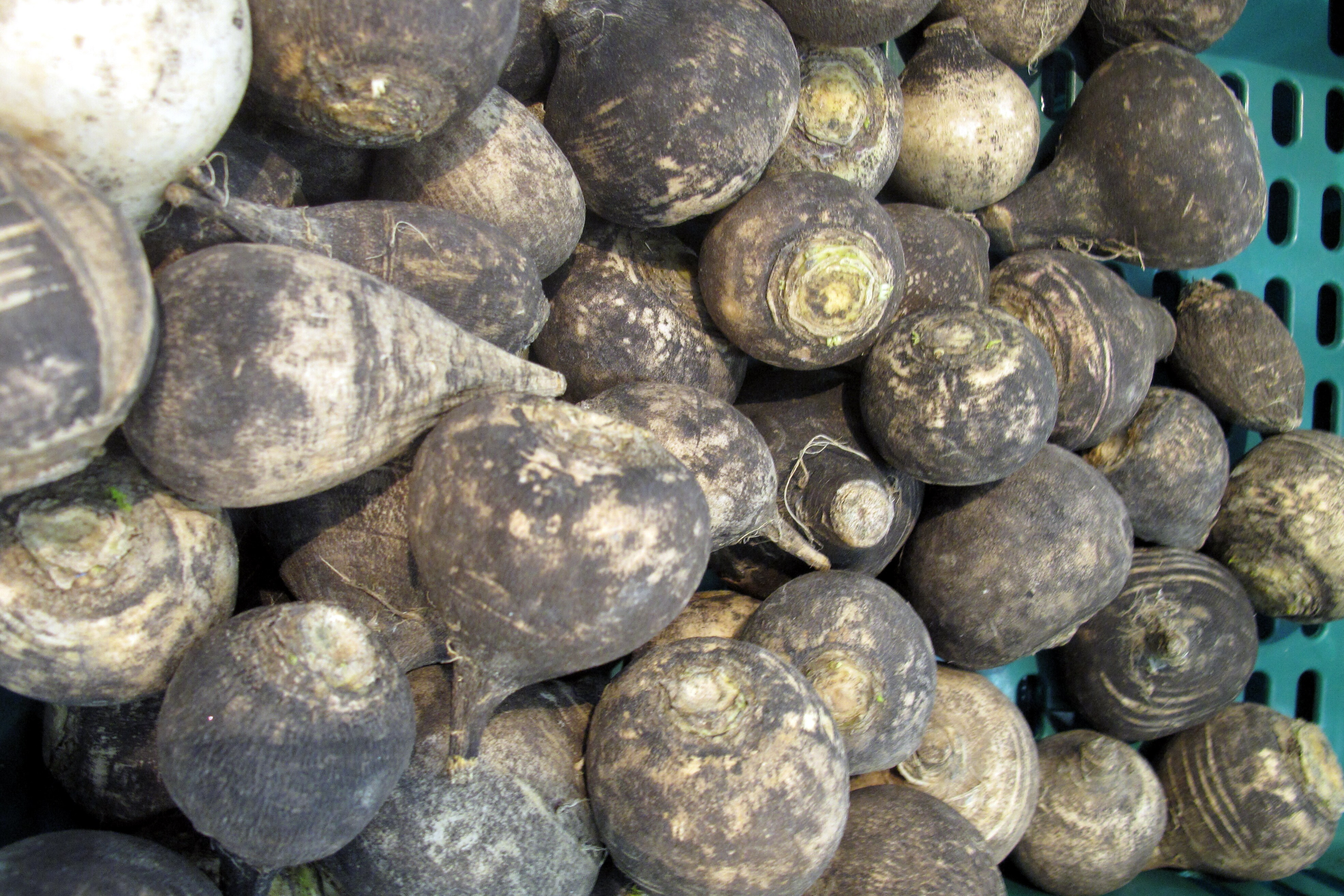
Корнеплоды зимней чёрной круглой редьки

Корнеплоды чёрные (иногда имеющие серые поперечные бороздки), округлые либо округло-овальные (индекс формы — от 1,0 до 1,5), массой от 150 до 500 г, с кожицей толщиной от 3 до 6 мм. Мякоть корнеплодов — белая, очень плотная. Вегетативный период длится от 90 до 100 дней. Лёжкость при соблюдении условий хранения — очень хорошая: до 200 дней, иногда больше. Среднее содержание сухих веществ — 14,4 %, сахаров — 5,9 %, аскорбиновой кислоты — 31 мг/100 г. Семядоли крупные, тёмно-зелёного цвета, в то время как подсемядольное колено имеет фиолетово-антоциановую окраску. Листья — широколировидные, числом от 8 до 14; их масса составляет около половины от общей массы растения; собраны в плотную полустоячую крупную розетку. Репродуктивный период (бутонизация, цветение и плодоношение на второй год) длится от 110 до 120 дней; высота растений в этот период достигает 70—100 см; цветки — с белым венчиком; с одного растения можно получить до 40 г семян. Масса 1000 семян у сорта Чёрная круглая зимняя составляет 8,8 г.
Наиболее известные сорта зимней чёрной круглой редьки — 'Round Black Spanish' (Нидерланды, США), 'Runder Schwarzer Winter' (Германия, Австрия), 'Зимняя круглая чёрная' (сорт российской селекции, широко распространённый в России; диаметром до 12 см, массой до 550 г, кожицей толщиной 0,4—0,5 см, урожайностью до 75 т/га), 'Сквирская чёрная' (сорт советской (украинской) селекции диаметром до 12 см, массой до 500 г; кожицей толщиной 0,5—0,7 см, урожайностью до 90 т/га, 'Эрфуртская чёрная зимняя' (Румыния, данный сорт является перспективным для осенне-зимнего выращивания).

### Сортотип Зимняя чёрная длинная

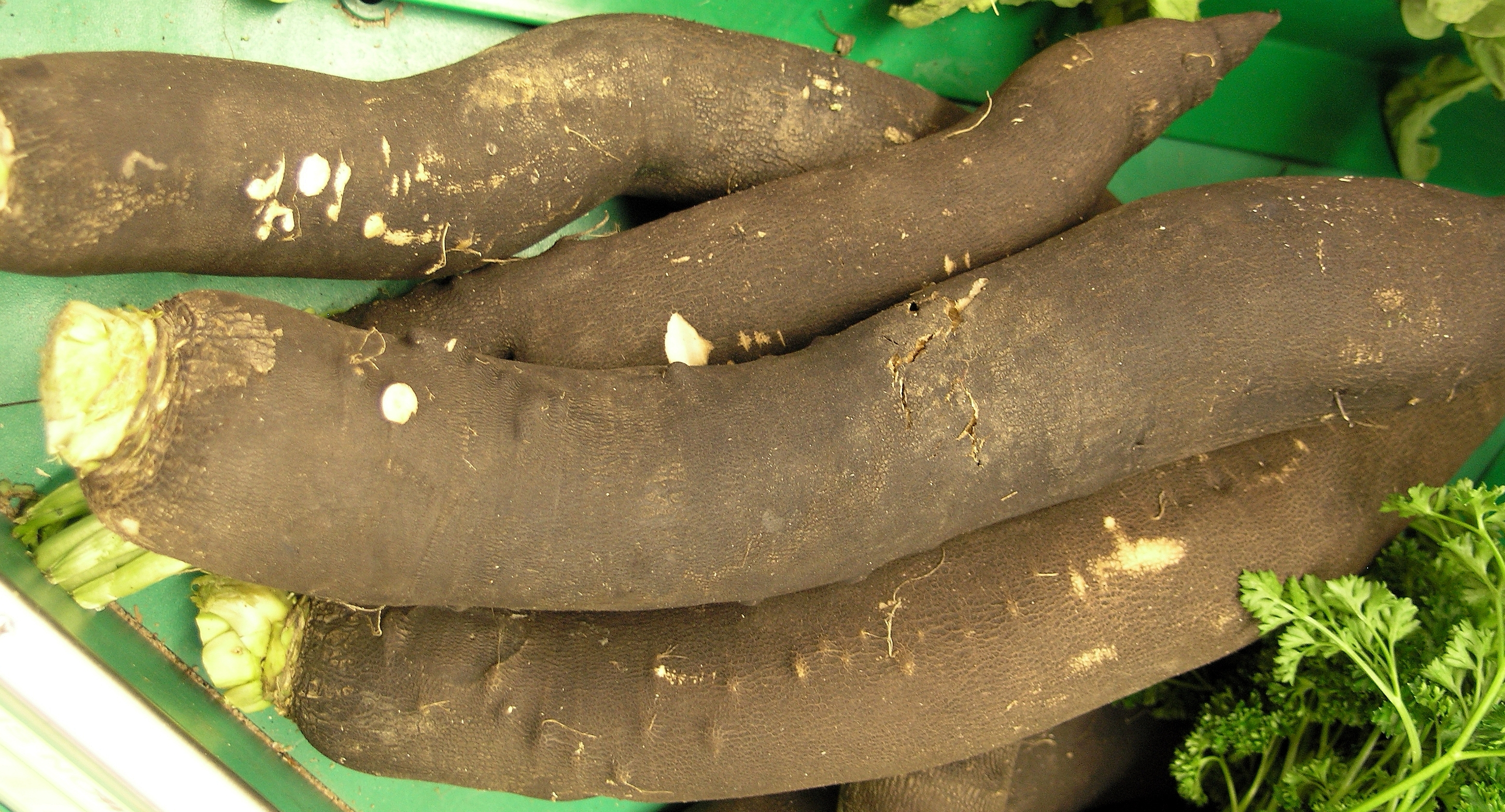
Корнеплоды зимней чёрной длинной редьки

Корнеплоды чёрные, цилиндрические (индекс формы — от 3,6 до 5), массой от 200 до 600 г, с кожицей толщиной от 2 до 4 мм. Мякоть корнеплодов — белая, очень плотная. Вегетативный период составляет от 80 до 100 дней. Среднее содержание сухих веществ — 9,2 %, сахаров — 3,85 %, аскорбиновой кислоты — 29 мг/100 г. Семядоли небольшие или средние, светло-зелёного цвета, подсемядольное колено имеет зелёно-сиренево-антоциановую окраску. Листья — широколировидные, числом от 6 до 10; их масса составляет около половины от общей массы растения; собраны в плотную полураскидистую розетку. Репродуктивный период (на второй год) длится от 100 до 120 дней.

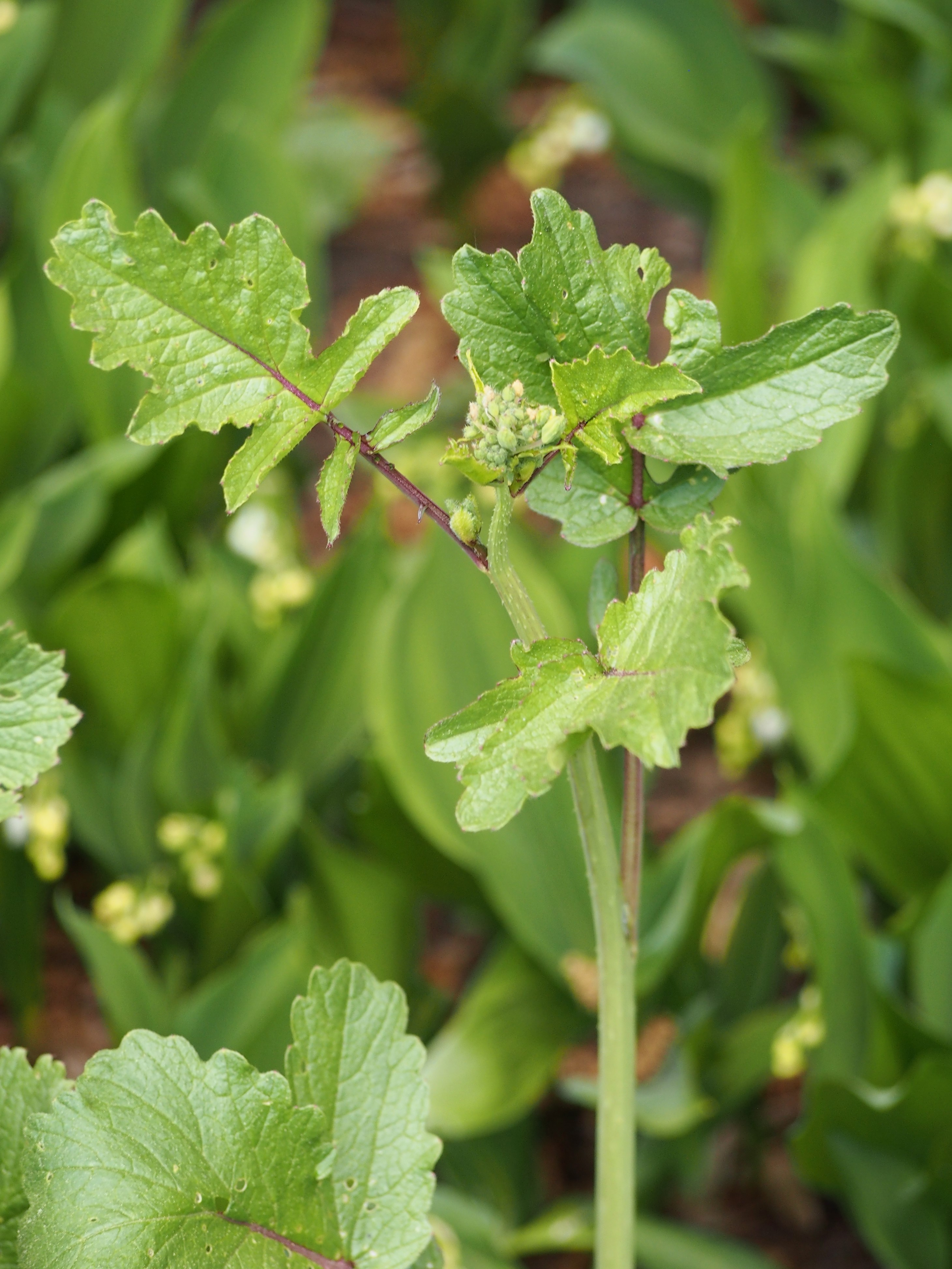
Цветоносный побег редьки чёрной

Наиболее известные сорта зимней чёрной длинной редьки — 'Langer Schwarzer' (Германия), 'Long Black Spanish' (Нидерланды) и 'Noir Gros Long de Hiver' (Франция). Все три сорта являются среднеурожайными, пригодными для осеннего либо зимнего потребления; товарные качества корнеплодов сохраняются в течение 3—4 месяцев. В России не распространены; могут культивироваться на юге европейской части страны.

## Химический состав, биологическая и химическая активность
В чёрной редьке содержатся глюкозинолаты в высокой концентрации, а также флавоноиды, органические кислоты, антоцианы и полифенолы, белки с высоким содержанием сульфатов и цистеина. Корнеплоды редьки чёрной содержат различные свободные аминокислоты, ферменты и коферменты (рибофлавин), витамины (тиамин, аскорбиновая кислота, никотиновая кислота), соли кальция, калия, натрия и магния, эфирные масла. В водных извлечениях из чёрной редьки содержатся антиоксидантные ферменты супероксиддисмутаза и каталаза.
В семенах редьки чёрной (сорт Зимняя круглая чёрная) найдены в большом количестве белки (32 % в расчёте на сухое вещество), около 2 % жиров, около 10 % клетчатки, 2,9 % зольных элементов, 1,3 % фосфора, 1,4 % кальция, при этом по содержанию протеина и жиров семена сорта Зимняя круглая чёрная почти не отличаются от семян редьки сорта Маргеланская (группа сортов Лоба) и семян сорта Дубинушка (группа сортов Дайкон).
Водные извлечения из редьки чёрной, а также её сок обладают высокой антиоксидантной активностью. Некоторые вещества редьки чёрной имеют бактерицидные свойства. В эксперименте было показано, что отходы различных растений, относящихся к семейству капустных, могут быть эффективно использованы для очистки сточных вод от промышленных красителей, при этом кожура корнеплодов редьки чёрной и кожура корней хрена (Armoracia rusticana) показали по сравнению с отходами других растений наибольшую эффективность.

## Использование в народной медицине
С древности чёрная редька используется в народной медицине для стимулирования жёлчеобразования, в качестве натурального средства при диарее; сок из корнеплодов чёрной редьки используют при дефиците аскорбиновой кислоты, при кашле, простуде, бронхите, для лечения жёлчнокаменной болезни.

## Использование в кулинарии
Из чёрной редьки готовят различные блюда, в том числе салаты из очищенных тонко нарезанных либо натёртых на тёрке корнеплодов. Салаты могут быть как из одной чёрной редьки, так и с добавлением белокочанной капусты, зелёного лука, варёных куриных яиц, моркови, корня петрушка, репчатого лука, варёной свёклы, чеснока, яблок, а также красного молотого перца, сахарного песка и соли. В качестве заправки используют лимонный сок, майонез, растительное масло, сметану.
В России чёрная редька была обычным овощем для крестьянского огорода, являлась одним из блюд «постного стола». Наиболее распространённым способом её употребления был следующим: очищенный корнеплод мелко резали, солили, затем заправляли горчичным маслом. Однако уже в XIX веке использование чёрной редьки в России уменьшилось, при этом в кулинарных книгах того времени даже само слово «редька» стало редкостью, поскольку чёрная редька считалась «грубой крестьянской пищей».
Известен старинный рецепт чёрной редьки с гусиным жиром и луком: нарезанный полукольцами репчатый лук, свежеобжаренный на гусином либо утином жире, перемешивали с очищенной чёрной редькой, нарезанной тонкой соломкой, солили и посыпали мелко нарезанной зеленью петрушки, укропа либо зелёного лука.
Ещё один известный рецепт — чёрная редька в меду. Очищенную редьку, нарезанную мелкими брусочками, ошпаривали кипятком, затем помещали в сахарный сироп, который варили заранее, добавляя в него немного шафрана. Редьку в сиропе варили до момента, когда она станет прозрачной, затем вынимали. Оставшийся сироп после остывания смешивали с мёдом, затем — с редькой. Получившееся блюдо хранили в холодном месте, используя и как десерт, и как гарнир к жареному мясу. Цукаты, приготовленные на основе такой медовой редьки, использовались для украшения сладкой выпечки и творожных запеканок.

### Научные публикации
- Бурвель И. С. Овощеводство : учеб. пособие. — Минск : РИПО, 2017. — 235 с. — 350 экз. — ISBN 978-985-503-701-0.
- Елисеева О. В. Исследование химического состава семян корнеплодной редьки методом ближней инфракрасной спектроскопии // Агрохимический вестник. — 2021. — № 3. — С. 62—65. — doi:10.24412/1029-2551-2021-3-013.
- Соловьева А. А., Лебедева О. Е., Фам Т. Ч. Оценка активности пероксидаз, содержащихся в различных растительных источниках // Известия Саратовского университета. Новая серия. Серия: Химия. Биология. Экология. — 2023. — Т. 23, № 4. — С. 472—478. — doi:10.18500/1816-9775-2023-23-4-472-478.
- Шебалина М. А., Сазонова Л. В. Raphanus L. — Редька, редис // Культурная флора СССР. — Л. : Агропромиздат, Ленингр. отд-ние, 1985. — Т. XVIII : Корнеплодные растения. — С. 186—304. — 324 с. — 1070 экз.
- Özyurt M. et al. Yaygın Olarak Tüketilen Helianthus tuberosus, Zingiber officinale ve Raphanus sativus var. niger Bitkilerinde in Vitro Antioksidan Enzim Kapasitesi ve Oksidatif Stres Düzeylerinin Belirlenmesi :  [тур.] // Turkish Journal of Agriculture – Food Science and Technology. — 2023. — Vol. 11, no. 11. — 2110—2115 s. — doi:10.24925/turjaf.v11i11.2110-2115.6272.
- Swaamy K. R. M. Origin, distribution, genetic diversity and breeding of rasdish (Raphanus sativus L.) :  [англ.] // International Journal of Development Research. — 2023. — Vol. 13, no. 02 (February). — P. 61657—61673. — doi:10.37118/ijdr.26289.02.2023.

### Кулинария
- 1000 лучших рецептов русской кухни / отв. ред. И. Резько. — Минск : Харвест, 2010. — 480 с. — (Карманная иллюстрированная библиотека). — ISBN 978-985-16-8967-1.
- Пискунов В. М. Русская кухня : Лучшее за 500 лет. Книга первая. — М. : Эксмо, 2017. — 224 с. — ISBN 978-5-699-89791-9.
- Черёмухина Л. А. Северная кухня : Справочное издание. — 3-е изд., испр. — Архангельск : АВФ-книга: Лоция, 2013. — 208 с. — 1500 экз. — ISBN 978-5-905810-29-9.